# 藤倉武男
藤倉 武男（ふじくら たけお、1900年（明治33年）10月28日 - 1971年（昭和46年）11月11日）は、日本の政治家、医師。2-5代目成田市長、成田市消防本部初代消防長、成田市名誉市民。

## 概要
1956年11月10日の成田市長選挙で当選し、「健全なる田園観光都市の完成を目指して前市長の諸政策をさらに発展させる」と所信表明をして成田市長となり、4期14年に亘って務めた。勲四等瑞宝章を受賞し、成田市名誉市民に選出された。

## 政策・実績
医療体制の拡充・新庁舎建設・農業振興事業の推進・道路網の整備・衛生施設や教育施設の充実・新東京国際空港（現・成田国際空港）の建設などに尽力し、急激な社会情勢の中にあって、調和の取れた市政の伸展に努めた。
医師でもある藤倉は、市長でありながら自ら市民への住民検診を行うこともした。

## 成田空港問題との関わり
成田市長在任中に成田空港問題が発生し、対応を迫られた。
1966年6月22日に三里塚周辺での新東京国際空港建設が突如内定し、動揺した成田市の地元住民らから説明の要求があり、成田市は住民説明会を1966年6月25日に成田市立三里塚小学校で開催した。
このとき、発表の直前に知事から計画を聞かされていたとはいえ、十分な準備を行うことができないまま説明に臨んだ藤倉は、
1. 空港敷地は三里塚地区とする。
2. 面積は1,065ヘクタールとする。
3. 滑走路は4,000メートルと2,500メートル2本とする。
4. その他農地補償（具体的な内容は無し）・道路関係について。

といった簡単な内容の原稿を読み上げることしかできず、藤倉は住民らの怒声や罵声を浴び、もみくちゃにされながら退場した。住民らを宥めることに失敗した藤倉は、結果として三里塚闘争の発生を防げなかった。つるし上げを食らった市役所の関係者らが警察の警護を受けて脱出すると、住民らはそのまま会場に残って今後について話し合い、冨里住民らのアドバイスを受けつつ、その日のうちに三里塚芝山連合空港反対同盟の前身である三里塚空港反対同盟の結成を決めたといわれる。
地元説明会は6月27日にも市役所で行われたがそれ以降実施されず、市議会で問われた藤倉は「市民全体に説明するのがよいが、なかなかできないし、時間も切迫していた。役員（区長）を通じて連絡するのが一番徹底するし正確」と答弁した 。
なお、後に三里塚芝山連合空港反対同盟の事務局長となり反対同盟分裂後には北原派を率いることとなる北原鉱治や反対同盟副委員長を務めた石橋政次は、三里塚闘争が発生するまで藤倉の参謀役であった。
藤倉は「私は成田市長としてこの問題について市民の皆様方のご意見ご要望を十分お聞きして県や国へ伝え、また国及び県からの言い分を皆様にお伝えして、あくまでも市民の皆様方の立場を考えて将来不幸の内容に努力することこそが私に与えられた任務であります。」と表明し、市街地での衝突を懸念した警察が反対派の集会会場を市営グラウンドから変更させるよう求めてきた時も慎重な姿勢を崩さなかったが、自宅には昼夜を分かたず反対派による嫌がらせや抗議が殺到し、生家である料亭にも「不死苦羅死弔（ふじくらしちょう）おむかえ、おむかえ」と書かれた看板を立てられるなどした。
藤倉は成田空港問題の激務と心労により1970年9月1日に病に倒れ、その後再起不能の重体となったことから、第一次代執行直後の1971年4月22日に辞意を表明し、同28日に臨時議会で承認された。同年5月1日には成田市の名誉市民に推戴されたが、成田空港の完成を見ることなく11月11日に死去した。